# Dayné Peak
Der Dayné Peak (französisch Sommet Dayné) ist ein 730 m hoher Berg auf der Wiencke-Insel im Palmer-Archipel westlich der Antarktischen Halbinsel. Er ragt unmittelbar nordöstlich des Kap Errera am südwestlichen Ende der Insel auf.
Teilnehmer der Belgica-Expedition (1897–1899) unter der Leitung des belgischen Polarforschers Adrien de Gerlache de Gomery entdeckten ihn. Der Polarforscher Jean-Baptiste Charcot nahm während der Vierten Französischen Antarktisexpedition (1903–1905) die Benennung vor. Namensgeber ist der französische Bergführer Pierre Joseph Dayné (1865–unbekannt), ein Teilnehmer an Charcots Forschungsreise. Das Advisory Committee on Antarctic Names übertrug 1951 die französische Benennung ins Englische.